# املت سوزی
املتِ سوزی یکی از غذاهای سنتی منطقه سیستان است که با استفاده از گیاهِ سوزی که گیاهی وحشی در منطقه سیستان است طبخ می‌شود. پیاز، سیب‌زمینی، تخم‌مرغ، سیر، نمک، فلفل و روغن هم از دیگر موادی هستند که در تهیه این غذا به کار می‌روند. البته باید اشاره کنیم به جای سوزی می‌توان از اسفناج هم در پخت این غذا استفاده کرد.

## طرز تهیه
اول از همه باید سوزی را تهیه کنید. سوزی را در آب می‌جوشاندند تا شل شود (چیزی شبیه برنج)، آبش را می‌گیرند و می‌گذارند کمی سرد بشود در همین زمان که سبزی را می‌جوشاند سیب زمینی را آب‌پز می‌کنند و پیاز را سرخ می‌کنند، و در آخر مابقی مواد را اضافه می‌کنند.